# Emmanuel Ludwig Gruner
Emmanuel Ludwig Gruner (Ittigen, 11 maggio 1809 – Beaucaire, 26 marzo 1883) è stato un ingegnere e geologo svizzero naturalizzato francese.
Apparteneva ad un'antica famiglia di Berna e discendente da parte di entrambi i genitori di noti naturalisti. La madre Julie de Jenner discendeva dal medico e poeta Albrecht von Haller mentre il nonno paterno era Gottlieb Sigmund Gruner, un cartografo e geologo.

## Biografia
Nel 1828 si trasferì a Parigi per studiare nelle migliori scuole francesi. Una borsa di studio gli permise di recarsi in Tirolo ed in Carinzia (nell'odierna Austria), a Friburgo e sui monti dell'Harz in Sassonia (Germania) dove scoprì una forte inclinazione per quanto concerne l'attività estrattiva.
Nel 1834 ritornò in Francia si trasferì a Saint-Étienne, dove vi era una fiorente attività estrattiva, per lavorarvi come ingegnere e professore presso la scuola mineraria della città. In seguito lavorò per tre anni a Poitiers dove si dedicò a disegnare la mappa geologica della regione della Loira. Nel 1858 fu nominato Inspecteur generel des Mines e professore di metallurgia presso la prestigiosa Ecole des Mines di Parigi, incarico che ricoprì fino al 1872. Negli anni gli furono assegnate numerose cariche importanti tra le quali quella di vice presidente del Conseil generel des Mines — la più alta carica non ministeriale in campo mineralogico — e ricevette le più alte onorificenze francesi. La sua produzione scientifica in campo geologico e metallurgico ammonta ad oltre 70 opere tra articoli, libri e trattati.
A lui è stato dedicato il minerale grunerite che scoprì e descrisse per primo.